# Lovebirds
|  | Denne artikel er oprettet af botten PalnaBot ud fra en ekstern database. Den kan derfor have sproglige fejl eller mangler. Denne skabelon kan fjernes efter kontrol af indholdet. |

Lovebirds er en film instrueret af Louise Detlefsen.

## Handling
De er snart midt i tyverne, og voksenlivets alvor begynder at gå op for dem. Et urovækkende perspektiv, når man ikke har fundet den røde tråd i tilværelsen og bare nyder at tage dagene som de kommer. Snakke, feste, sove og forfra igen. "Vi behøver aldrig blive voksne, " siger Sus til veninden Marline, mens de ser solen stå op over Dronning Louises Bro. Alligevel begynder tankerne at melde sig - hvor skal jeg hen i mit liv? Findes der en derude, som kan passe på mit hjerte? Og hvem er jeg, hvis jeg pludselig forelsker mig i en pige? Med udsyn over Københavns tage og en evigt glødende cigaret mellem fingrene, lukkes vi ind bag facaden hos tre veninder. I en række intime nedslag skildrer "Lovebirds" den skrøbelige og samtidig berusende frihed, der fylder netop de år, hvor livet ligger åbent...